# 赤穴氏
赤穴氏（あかなし、あかなうじ）は、日本の氏族のひとつ。漢族系三善朝臣流佐波氏の一族。出雲飯石郡赤穴荘を所領とし、出雲国人として活動した。

## 出雲赤穴氏

### 出自・由来
赤穴氏は平安時代中期の漢学者三善清行の子孫とされ、清行の子孫が鎌倉時代に石見に領地を与えられ、佐波氏を称して在地豪族となった。南北朝時代の初期に佐波氏は出雲へも勢力を拡大し、赤穴荘を領していた紀氏の荘園領主を追討して、石見から出雲に及ぶ所領を得た。その後、佐波実連の次男の佐波常連は赤穴荘の地頭に就任し、佐波弘行の時に地名を取って赤穴を称した。そのため石見国人の佐波氏が主家にあたり、赤穴氏は分家筋に当たる。

### 室町時代から戦国時代
室町時代になると出雲守護であった京極氏に従属するなどの行動が見られる。また、守護や足利将軍家の威光を利用することで赤穴荘の支配を確立していった。そのため室町時代の主な戦いでは、主家の佐波氏と共に出陣している。戦国時代になると、勢力の衰えた京極氏から下克上により権力を奪った尼子氏の尼子経久へ永正15年（1518年）に従属を誓った。主家の佐波氏は大内氏に従い、ここで赤穴氏と佐波氏は袂（）を分かつこととなった。そして中国地方の覇権を争う周防大内氏と出雲尼子氏の対立が深刻となり、交通の要衝であった赤穴荘はその争乱の舞台となった。
天文9年（1540年）から翌天文10年（1541年）にかけて、尼子氏が毛利氏の吉田郡山城の攻略に失敗（吉田郡山城の戦い）すると、大内氏の逆襲が開始された。9月から大内義隆による出雲侵攻が開始され、赤穴氏の当主赤穴光清はその攻撃の矢面に立たされることになった。天文11年（1542年）夏に大内軍が赤穴城を包囲し、攻撃を開始した。光清は尼子氏の援兵を得て2か月に渡って大内氏を足止めし、熊谷信直の弟・熊谷直続を討ち取るなど奮戦したが、光清自身も陶隆房の兵に討ち取られて継戦能力を失った。父の赤穴久清は大内氏に降伏し、開城した。
光清の嫡男の詮清と次男の定清は大内氏に従ったが、第一次月山富田城の戦いで大内氏が敗北し、尼子氏の勢力が回復すると、隠居の久清が3男の盛清と共に尼子氏に帰参し、赤穴一族は敵味方に分かれた。天文12年（1543年）に詮清は筑前で討死し、定清は大内側にある自分と、尼子側にある実家との関係に悩み自害した。兄2人の死去により、赤穴盛清が赤穴氏の当主となった。
主君の尼子晴久は光清の武功を称え、盛清に加増するなどして重用した。しかし尼子晴久の死後、大内氏を滅ぼして勢力を拡大してきた毛利元就が永禄5年（1562年）から出雲への侵攻を開始した。赤穴城は真っ先に毛利軍の攻撃目標となり、備後国境を越えた毛利軍に攻撃される事態となった。しかし盛清は抵抗らしい抵抗をせず、毛利氏に降伏し、毛利軍の先手として月山富田城への攻撃に加わった（第二次月山富田城の戦い）。佐波氏の佐波隆秀も弘治2年（1556年）に元就に帰参し家臣として仕えた。

### 毛利家臣として
尼子氏滅亡後も毛利家臣として仕え、山陰を管轄とした吉川元春に従い軍事行動に赴いた。盛清の後は弟の赤穴幸清が家督を継ぎ、天正15年（1587年）に主君の吉川元長が病死する際に起請文を提出した人物の中にも、その名が見える。幸清の子の赤穴元奇は所領の赤穴から転封され、出雲国人としての在地性を否定されるに至った。文禄・慶長の役でも毛利軍の一員として朝鮮で戦った元奇は慶長4年（1599年）には赤穴の名字をかえて中川を名字とし、赤穴氏はここに中川と名を変え、江戸時代を長州藩士として過ごすこととなる。